# Saulaces
Saulaces foi um rei da Cólquida citado na História Natural do autor romano do século I, Plínio, o Velho, que a historiografia propôs ser o rei citado em oito moedas encontradas na costa oriental do mar Negro.

## Plínio
Segundo Plínio, Saulaces era descendente de Eetes, rei da Cólquida da famosa história dos argonautas. Afirmou-se ainda que encontrou ricos depósitos de ouro e prata na terra dos suanos e que equipou seu palácio com estruturas de ouro e prata obtidas na conquista de Sesóstris, rei do Egito:
| “ | Saulaces, descendente de Eetes, reinou na Cólquida, que, ao encontrar uma extensão de terra virgem, no país dos suanos, extraiu dela uma grande quantidade de ouro e prata, diz-se, e cujo reino, além disso, tinha ficado famoso pela posse do Velocino de Ouro. Também encontramos menções aos arcos dourados de seu palácio, os suportes e colunas de prata e pilastras, todos os quais adquiriu na conquista de Sesóstris, rei do Egito; um monarca tão arrogante que todos os anos, dizem, era sua prática selecionar um de seus reis vassalos por sorteio e, atrelando-o ao seu carro, celebrar seu triunfo novamente. | ” |

O relato de Plínio sobre Saulaces e sua vitória sobre os egípcios não é corroborado por outras fontes escritas mas a conexão de Sesóstris com a Cólquida foi tratada por muitos autores clássicos, dentre os quais Heródoto (século V a.C.), que atribuiu a Sesóstris a liderança de uma expedição à Ásia e transplantando um grupo de egípcios para colonizar a Cólquida. Martin Bernal, que aceitou a historicidade da campanha de Sesóstris, datou o evento na década de 1930 ou 1 920 a.C..

## Cunhagem
No século XIX, Saulaces foi identificado por Alfred von Gutschmid em oito moedas raras, cinco das quais foram adquiridas na Geórgia Ocidental, perto de Sucumi e em Vani. Esta interpretação foi contestada desde então. A inscrição grega nestas moedas está incompleta (ΒΑΣΙΛΕ... ΣΑΥ ou ΣΑΥΜ). As moedas estão agora em coleções localizadas em Moscou, Berlim, Londres e Vani. Em 1951, Davit Kapanadze também apoiou essa identificação.
A hipótese alternativa é que as moedas atribuídas a Saulaces pertenciam a Saumaco, um cita, que tomou o poder no Reino do Bósforo c. 108 a.C.. Em particular, isto foi argumentado em 2013 por Giorgi Dundua. No entanto, outra moeda desse tipo também foi relatada em 2007 como encontrada na Crimeia, perto de Teodósia. A inscrição está completa e diz "ΣΑΥΛΑΚΟΥ" em grego, o que apoia a identificação mais antiga de Saulaces.